# Herbert William Richmond
Herbert William Richmond   (Tottenham, 17 de juliol de 1863 - Cambridge, 22 d'abril de 1948) va ser un matemàtic britànic que va estudis de balística pel Ministeri de Municions britànic durant la Primera Guerra Mundial.

## Vida i obra
Richmond va fer els estudis secundaris a la Merchant Taylors' School de 1875 a 1882, quan va ingressar al King's College, Cambridge per estudiar matemàtiques. Es va graduar el 1885 i va obtenir el master el 1889. El 1888 ja havia estat nomenat fellow dels King's College i, a partir de 1891, va ser el professor de matemàtiques del College, càrrec que va mantenir fins a la seva jubilació el 1928. En retirar-se, va continuar resident al College fins a la seva mort el 1948.
Durant els anys de la Primera Guerra Mundial (1916-1919), juntament amb Ralph Fowler i Edward Arthur Milne, van constituir un grup de treball a l'escola naval d'artilleria a l'illa de Whale, al port de Portsmouth, per estudiar la defensa antiaèria. L'assistència a experimentacions amb explosius es aquesta època li va deixar una sordesa que va anar empitjorant amb el temps.
Richmond va ser escollit fellow de la Royal Society el 1911 i entre 1920 i 1922 va presidir la London Mathematical Society.
El seu camp d'especialització va ser la geometria algebraica. Va publicar més de setanta articles sobre aquest tema.